# Cartan-verbinding
In de differentiaalmeetkunde, een deelgebied van de wiskunde, is een Cartan-verbinding een flexibele veralgemening van de notie van een affiene verbinding. Het kan ook beschouwd worden als een specialisatie van de algemene concept van een principale verbinding, waarin de meetkunde van de principale bundel is verbonden aan de meetkunde van de basisvariëteit door gebruik te maken van een "soldervorm". Cartan-verbindingen beschrijven de meetkunde van variëteiten naar het voorbeeld van homogene ruimten.